# Ludvík Cavriani
Ludvík hrabě z Cavriani, svobodný pán z Unter-Waltersdorfu (německy Graf Ludwig von Cavriani, Freiherr von Unter-Waltersdorf, 20. srpna 1739 Vídeň – 24. prosince 1799 Vídeň), byl rakouský úředník ze starého italského rodu Cavrianiů.

## Původ
Narodil se jako Ludvík František Xaver Bernard Leonard Josef hrabě z Cavriani, sv. pán z Unter-Waltersdorfu (německy Ludwig Franz Xaver Bernhard Leonard Josef Graf von Cavriani, Freiherr von Unter-Waltersdorf) do rodiny hraběte Maxmiliána Cavrianiho (26. červen 1704 Fracstein (zu Seewis), kanton Graubünden – 6. říjen 1776 Linec), zakladatele rakouské větve rodu a nejvyššího hofmistra arcivévodkyně Marie Kristýny, a jeho manželky (sňatek 7. července 1727 v Linci) hraběnky Marie Terezie z Thürheimu (5. leden 1704 Linec – 30. prosinec 1772 Vídeň). 

## Kariéra
Ludvík z Cavriani vystudoval vídeňskou univerzitu. Kariéru začal roku 1759 jako přísedící dolnorakouského zemského práva a dolnorakouský vládní rada. Později se stal českým apelačním radou a dvorským radou Nejvyššího justičního místa (k. k. Hofrat der Obersten Justizstelle), jehož byl později místopředsedou.
Roku 1782 byl jmenován moravským zemským hejtmanem. Byl významným realizátorem josefinské politiky, reformoval zemskou správy Moravy, prosadil sloučení země se Slezskem a založil roku 1783 moravskoslezské gubernium jako zemský vrcholný vládní úřad. Úředníky nově soustředil do Dikasteriálního paláce (bývalého augustiniánského kláštera).
V letech 1787–1790 byl nejvyšším purkrabím Království českého a guvernérem. Byl také císařským komořím a skutečným tajným radou, protektorem Moravskoslezské hospodářské společnosti a Moravskoslezského chudinského fondu.

## Velkostatkář
Vlastnil velkostatky Seibersdorf, Reisenberg v Dolních Rakousích, Mauthausen, zámek Pragstein, Unter-Waltersdorf a Schöngraben v Horních Rakousích a vídeňský palác.

## Rodina
Dne 6. ledna 1772 se oženil s hraběnkou Johanou Novohradskou z Kolovrat (11. července 1749 Košátky – 4. června 1793 Seibersdorf, Dolní Rakousy) a měli spolu 11 dětí, z nichž dcera Marie Terezie (1779–1853) se stala snachou policejního prezidenta Jana Antonína z Pergenu.
- 1. Maxmilián František (1773–1837)
- 2. František de Paula Antonín (1774–?)
- 3. Johana Nepomucena Aloisie, provdaná Kollonitzová z Kollegrádu a podruhé Zichy zu Zich und Vásonykeő (1775–1854)
- 4. Gabriel Antonín (1778–1800)
- 5. Marie Terezie, provdaná Pergenová (1779–1853)
- 6. Kryštof (1780–1857)
- 7. (Marie Aloisie) Guidobaldina, provdaná Paarová (1783–1861)
- 8. Ludvík (1785–1793)
- 9. Marie Anna, provdaná Skrbenská z Hříště (1787–1851)
- 10. Rosa (Melchiora) (1788–1832)
- 11. Fridrich (Bedřich) Cavriani (1789–1859)

## Dílo
- "Dissertatio iuridica de liberis in conditione positis" (dizertační práce)